# Tipaza
Tipaza   este un oraș  în  nordul Algeriei, port la Marea Mediterană. Este reședința  provinciei  Tipaza. Oraș fondat de către fenicieni, este cunoscut datorită plajelor cu nisip și a ruinelor romane, încadrate în Patrimoniul Cultural Mondial UNESCO încă din 1982.